# 空気階段の空気観察
『空気階段の空気観察』（くうきかいだんのくうきかんさつ）は、2021年10月7日（6日深夜）から2022年9月29日（28日深夜）まで、テレビ朝日で毎週木曜（水曜深夜）2:16 - 2:36（JST、バラバラ大作戦（水曜第2部））に全49回放送されたバラエティ番組。空気階段の初冠番組。
「長年の営業に幕を下ろす人気店の空気」「企業の緊迫した商品開発会議の空気」といった様々な場所の“空気”を、空気階段の2人が番組内でリポートする。

## 出演者
- 空気階段（鈴木もぐら・水川かたまり）
- 松尾由美子（ナレーター、テレビ朝日アナウンサー）

## エンディングテーマ
- 2021年10月：Dizzy Sunfist「N.i.n.j.a feat PETA&LARRY(GARLICBOYS)」
- 2022年3月：キラナ「今日も君とSpecial Day」
- 2022年7月：TETORA「ナレるかな」

## スタッフ
- ロケ技術：BULL BULL
- 構成：楠田信行、山口広太
- 美術：吉居真夏
- 美術進行：三木晴加
- ビジュアルデザイン：奈良直樹
- 編集：坂朋典、下間俊樹、千葉雄斗【週替り】
- MA：牧野友樹、足立篤弘、安河内隆文、岩倉省吾【週替り】
- 編集協力：ヌーベルアージュ
- 音効：矢部公英
- TK：安達真理
- 編成：岡村地郎、林智乃
- 宣伝：森千明
- デスク：北谷みづき
- 制作協力：テレビ朝日映像
- 制作スタッフ：福澤郁哉、唐渡悠士
- アシスタントプロデューサー：加藤綾花
- ディレクター：山本結城（オフイチ）、寒川拓郎、朝倉潤、井宮権人、岩本秀平
- 演出：辻智博
- プロデューサー：山本文隆、村松秀昭（テレビ朝日映像）
- ゼネラルプロデューサー：本部純
- 制作：テレビ朝日ソリューション本部コンテンツ編成局第2制作部
- 制作著作：テレビ朝日